# Geoff Aunger
Geoffrey Edward Ramer Aunger, plus connu sous le nom de Geoff Aunger (né le 4 février 1968 à Red Deer dans l'Alberta) est un joueur de soccer international canadien, qui évoluait aux postes d'attaquant, de milieu de terrain et de défenseur.

## Biographie

### Carrière en sélection
Avec l'équipe du Canada, il dispute 44 matchs (pour 4 buts inscrits) entre 1992 et 1997. Il figure notamment dans le groupe des sélectionnés lors des Gold Cup de 1993 et de 1996.

## Palmarès
D.C. United
- Major League Soccer (1) :
  - Vainqueur : 1999.